# Palcza

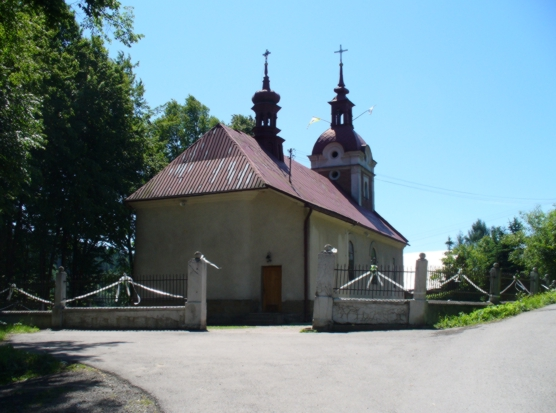
Kirche im Dorf

Palcza ist eine Ortschaft mit einem Schulzenamt der Gemeinde Budzów im Powiat Suski der Woiwodschaft Kleinpolen in Polen.

## Geographie
Der Ort liegt am Bach Paleczka in den nördlichen Beskid Makowski (Makower oder Mittelbeskiden). Die Nachbarorte sind Skawinki im Westen, die Stadt Lanckorona im Nordwesten, Jastrzębia im Norden, die Stadt Sułkowice im Nordwesten, Harbutowice im Osten sowie Baczyn im Süden.

## Geschichte
Der Ort wurde vor dem Jahr 1369 als neuangelegtes Dorf in der Starostei von Lanckorona gegründet.  Der Name ist abgeleitet vom Erstbesitzer, vermutlich Palec oder Palecz. Die Pfarrei wurde im Jahr 1373 erstmals erwähnt. In der ersten Hälfte des 15. Jahrhunderts kam es wegen einer Seuche zur Entvölkerung. Später wurde die Umgebung von Walachen teilweise besiedelt.
Bei der Ersten Teilung Polens wurde das Dorf 1772 Teil des neuen Königreichs Galizien und Lodomerien des habsburgischen Kaiserreichs (ab 1804).
1918, nach dem Ende des Ersten Weltkriegs und dem Zusammenbruch der k.u.k. Monarchie, wurde Palcza, mit Ausnahme der Zeit der Besetzung Polens durch die Wehrmacht im Zweiten Weltkrieg, Teil Polens.
Von 1975 bis 1998 gehörte Palcza zur Woiwodschaft Bielsko-Biała.